# Niederstetten
Niederstetten (pronunciación en alemán: /niːdɐˈʃtɛtn̩/ⓘ) es una localidad del distrito de Meno-Tauber en Baden-Wurtemberg, Alemania.

## Arreglo de la ciudad
La ciudad está formada por los siguientes distritos: Adolzhausen, Herrenzimmern, Niederstetten, Oberstetten, Pfitzingen, Rinderfeld, Rüsselhausen, Vorbachzimmern, Wermutshausen y Wildentierbach.